# Joachim Van Damme
Joachim Van Damme wym. [ˈjo.ɐ.xim vɐn ˈdɑ.mə] (ur. 23 lipca 1991 w Beveren) – belgijski piłkarz występujący na pozycji obrońcy w KV Mechelen.